# پشم زرین

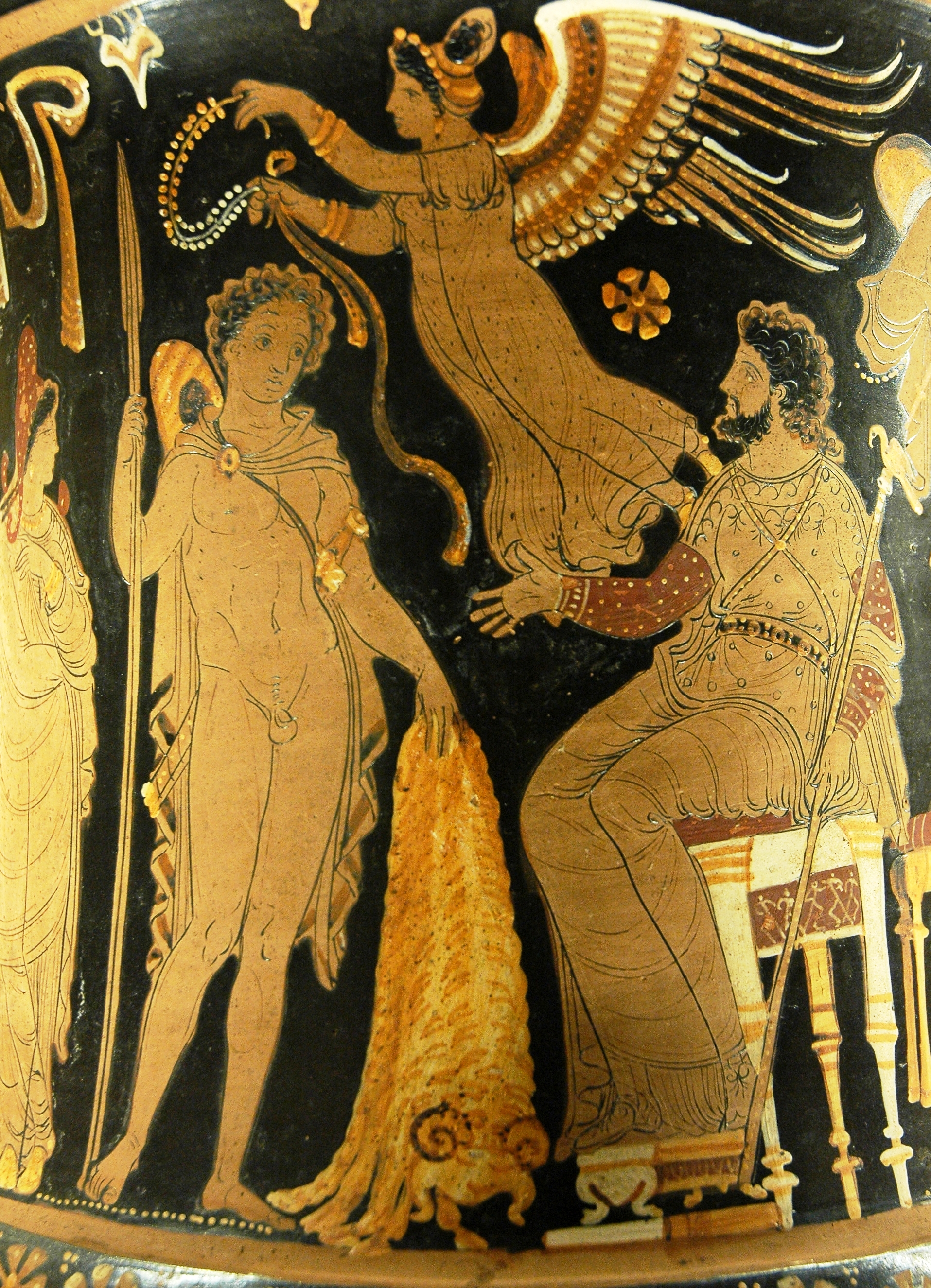
تصویر یاسون و پشم زرین بر قدحی از یونان باستان

پشم زرین (به یونانی: Χρυσόμαλλον Δέρας)، در اسطوره‌های یونانی، پشم قوچ پشم‌طلایی بال‌دار کریزومالوس است که فریکسوس را نجات داد و به کولخیس آورد، و فریکسوس آن را قربانی کرد. فریکسوس پشم را به پادشاه آئیتس داد که آن را در بیشه‌ای مقدس نگهداری می‌کرد، در اساطیر یونان پشم گوسفند سمبل اقتدار و سلطنت است. پشم زرین گنجینه‌ای است که بعدتر یاسون و آرگونوت‌ها در جستجوی آن بودند، و بالاخره آن را به‌دست آوردند.

## افسانه پشم زرین

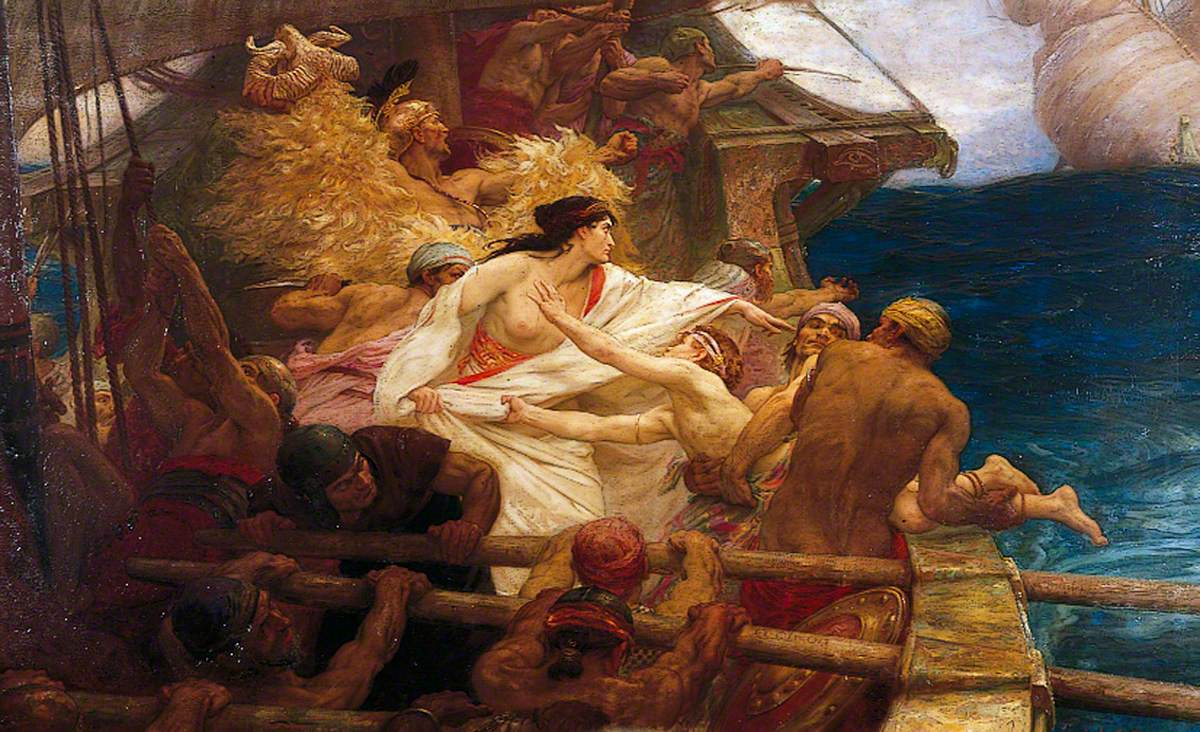
پشم زرین اثر هربرت جیمز دریپر

فریکسوس و هله فرزندان شاه آتاماس و الهه نفله بودند. وقتی آتاموس برای بار دوم ازدواج کرد، نامادری فرزندان اینو، به آن‌ها حسد می‌ورزید و برای خلاص شدن از دست آن‌ها نقشه می‌کشید. او ترتیب کاشتن دانه‌های پخته شدهٔ گیاهی را داد تا جوانه نزنند. وقتی محصول از بین رفت پیام‌رسان‌ها برای مشورت با پیشگوی معبد دلفی فرستاده شدند و اینو پیام‌رسان‌ها را مجبور کرد تا به پیشگو بگویند، فریکسوس را برای بازگرداندن حاصل‌خیزی زمین قربانی کند. قبل از قربانی شدن فریکسوس، نفله یک قوچ طلایی را فرستاد که هر دو فرزندش را به آسمان برد. هلی به هلسپونت (Hellespont) افتاد (که بعد از افتادن او این نام را برایش انتخاب کردند)، اما فریکسوس سلامت به کولخیس رسید، جایی که او با دختر شاه آیتس ازدواج کرد. فریکسوس قوچ طلایی را به نشانهٔ قدردانی از زئوس قربانی کرد و پوست آن را (پشم زرین)، به آیتس داد. آیتس پشم را بر روی درخت بلوطی قرار داد تا زمانی که یاسون سر رسید و آن را برداشت.
پشم زرین بر اساس افسانه‌ها قدرت زنده کردن انسان یا هرچیز مرده را دارد.
پس از کشته شدن قوچ زرین، پشم آن در بیشه‌ای جادویی به درختی آویخته شد که اژدهایی از آن نگهبانی می‌کرد، تا آن‌که آرگونات‌ها برای برداشتن آن آمدند.
پرواز فریکسوس و هله بر روی گلدان‌ها و ظروف نقره و اغلب بر روی دیوار نقاشی می‌شود.